# Calvari (Riba-roja d'Ebre)
El Calvari és una obra de Riba-roja d'Ebre (Ribera d'Ebre) inclosa a l'Inventari del Patrimoni Arquitectònic de Catalunya.

## Descripció
A migdia del nucli de Riba-Roja hi ha un caminet que serpenteja un petit turó. Al llarg del seu recorregut hi ha construïdes les catorze estacions del Via Crucis. Estan formades amb capelletes d'obra, amb un cos cúbic suportat per un pilar amb teuladeta de quatre cares; en una de les seves cares hi ha una fornícula on s'hi representen escenes de la Passió de Crist amb plafons ceràmics. L'ordre de les estacions segueix la numeració romana. El camí està presidit per xiprers.

## Història
Durant la Setmana Santa, les imatges de Jesús i la Verge són portades en processó al Calvari, reproduint el camí que va fer Jesús fins al Gòlgota.